# Ralph Fox
Ralph Winston Fox. (Halifax, 30 de marzo de 1900 - Lopera, España, 28 de diciembre de 1936) fue un novelista, historiador social, periodista, traductor y político británico.

## Biografía
Formado en la Universidad de Oxford en lenguas modernas, se identificó con los movimientos políticos socialistas y comunistas después de una estancia en la Unión Soviética en 1920, donde comprobó los efectos de la revolución rusa. Fue cofundador del Partido Comunista de Gran Bretaña. En 1936 se incorporó en París, a través del Partido Comunista de Francia, a las Brigadas Internacionales para luchar en la guerra civil española. Al llegar a España a finales de año se le destinó a formación y concentración en Albacete y le fue asignada la XIV Brigada. Fue inmediatamente llevado al frente en las primeras operaciones en las que intervinieron los brigadistas, y murió en la Batalla de Lopera, provincia de Jaén, en diciembre de 1936, aunque en algunas biografías consta enero de 1937, fecha en la que se comunicó su fallecimiento.

## Obras
- Ralph Fox: a writer in arms. London: Lawrence & Wishart, (1937).
- Genghis Khan. Nueva York, Harcourt Brace and Company. (1936).
- The novel and the people, International Publishers, New York, (1945)